# Шамозит
Шамозит — мінерал сімейства хлоритів, з групи септехлоритів, класу силікатів.

## Історія та етимологія
Вперше шамозит був описаний у 1820 році французьким геологом і мінералогом П'єром Бертьє, який назвав цей мінерал за назвою місцевості Шамозон (Chamoson), муніципалітет району Контей у франкомовній частині кантону Вале, Швейцарія.
Синоніми: субделесит, шамуазит.

## Опис
Хімічна формула:
- 1. За Є. К. Лазаренком: Fe4(Fe, Al)2(OH)8[(Si, Al)2Si2O10].
- 2. За «Горной энциклопедией»: (Fe2+,Fe3+,Mg, Al)6•[(Al, Si)4O10] •(OH, O)8.
- 3. За К.Фреєм, Г.Штрюбелем, З. Х. Ціммером і «Fleischer's Glossary» (2004): 2[(Fe2+,Mg, Fe3+)5 Al(Si3Al)O10(OH, O)8].

Містить (%): FeO — 19,8-42,3; Fe2O3 — 0,6-31,7; Al2O3 — 13-23,61; SiO2 — 19,4-29; H2O — 4,6-13.
Домішки: Ca, Ti, Mn, Mg.
У широкому значенні термін «шамозит» охоплює залізисті члени безперервного ізоморфного ряду магнезійно-залізистих хлоритів: клінохлор–шамозит. Кристалічна структура шарувата, в основі її пакети типу 2:1. Шамозит відомий в 2-х поліморфних модифікаціях: моноклінній (власне Ш.) і ромбічній (більш рідкісний ортошамозит) сингонії. Форми виділення: оолітові стяжіння з концентричнозональною будовою (концентрично-шкаралупчаті ооліти), а також суцільні прихованокристалічні або землисті скупчення, лускуваті аґреґати. Густина 3,2±0,2. Тв. 2,5-3,0. Колір сіро-зелений, оливково-зелений до чорного. Блиск тьмяний, у лускатих виділень — слабко-скляний до перламутрового. Непрозорий. Крихкий.
Поширений мінерал прибережних осадових комплексів. Утворюється при нестачі кисню. Зустрічається в оолітових залізних рудах. Супутні мінерали: тюрингіт. Значні скупчення використовуються як залізна руда.

## Розповсюдження
О-де-Крі (Швейцарія), гори Фіхтель (Баварія), Заальфельд (Тюрингія) — ФРН, Лотарингія (Франція), Нучіц, поблизу Праги (Чехія), Хабаровський край (Росія).

## Різновиди
Розрізняють: 
- шамозит алюмініїстий (різновид шамозиту, що містить до 37 % Al2O3),
- шамозит закиснозалізистий (різновид шамозиту, в якому FeO значно більше Fe2O3),
- шамозит моноклінний закиснозалізистий (моноклінний шамозиту, в якому FeO значно більше Fe2O3),
- шамозит окиснозалізистий (різновид шамозиту, в якому Fe2O3 значно більше FeO),
- септешамозит (бертьєрин).